# Boris Efimov
Boris Efimovič Efimov (Kiev, 11 ottobre 1900 – Mosca, 1º ottobre 2008) è stato un vignettista sovietico, famoso per le sue vignette e caricature politiche che ebbero grande fortuna nell'Unione Sovietica degli anni quaranta.
È famoso anche per la sua attività creativa estremamente lunga: lavorava fino alla morte a 107 anni.

## Biografia

### Infanzia e giovinezza
Nato a Kiev il 28 settembre 1900 del calendario giuliano (11 ottobre secondo il calendario gregoriano) con il nome di Boris Chaimovič Fridljand (Борис Хаимович Фридлянд), era il secondogenito di un calzolaio ebreo. Poco tempo dopo la famiglia si trasferì a Białystok, nei pressi del confine con la Polonia russa, dove Boris e suo fratello maggiore Michail trascorsero la giovinezza, per poi tornare nella capitale ucraina durante la prima guerra mondiale. Fu a Kiev dove il giovane Boris iniziò i suoi studi universitari in giurisprudenza, che furono tuttavia interrotti dallo scoppio della rivoluzione russa e dagli sconvolgimenti politici e sociali successivi, e dove scoprì la sua vena artistica iniziando a pubblicare le sue prime caricature politiche sul giornale dell'Armata Rossa. Nello stesso periodo decise, al pari di suo fratello, di cambiare il proprio cognome per rendere meno evidenti le sue origini ebraiche: mentre Boris optò per il cognome Efimov (dal nome del padre, Efim), Michail scelse di chiamarsi Kolzov.

### La carriera
Dal 1920 al 1921 Efimov si dedicò a creare cartelloni e pamphlets per l'Agitprop, l'organizzazione di propaganda del PCUS, per poi trasferirsi a Mosca l'anno seguente. Suo fratello Kolzov, che vi lavorava come redattore della Pravda, gli propose di disegnare caricature per il suo giornale: fu l'inizio di una brillante carriera, il talento di Efimov fu presto riconosciuto e le sue collaborazioni si estesero all'Izvestija, alla Krasnaja Zvezda (Stella Rossa), nonché a periodici come il satirico Krokodil e l'Ogonëk, quest'ultimo fondato da suo fratello nel 1923. Le caricature di Efimov erano incentrate sulla critica, spesso caustica, della politica internazionale e delle democrazie occidentali.
Efimov raggiunse in breve tempo una grande notorietà, ma proprio per questo motivo fu sempre posta alla prova la sua fedeltà ai dettami dell'ortodossia sovietica: in particolare la sua amicizia con Trockij, nel periodo in cui quest'ultimo era già inviso da Stalin, causò malumori nel partito. Alla fine degli anni trenta rischiò addirittura la vita quando suo fratello Michail fu arrestato dalla polizia segreta sovietica per supposti crimini politici: Kolzov fu poi giustiziato nel febbraio 1940, mentre Efimov (che in casi analoghi in quanto stretto familiare avrebbe dovuto fare la stessa fine) fu risparmiato per esplicita volontà di Stalin, che ne apprezzava evidentemente l'utilità ai fini di propaganda.
Durante la seconda guerra mondiale Efimov fu impiegato dalla propaganda dal regime sovietico per screditare le principali figure del regime nazista e le sue caricature furono stampate in massa e distribuite capillarmente nelle file dell'Armata Rossa. D'altro canto la satira di Efimov destò grande irritazione nel Terzo Reich e lo stesso Hitler diede ordine di ucciderlo non appena Mosca fosse stata conquistata.
Il compito di Efimov continuò durante la guerra fredda, su richiesta diretta del dittatore, con la realizzazione di vignette contro il futuro presidente degli Stati Uniti d'America Eisenhower.
Nel 1950, con l'artista sovietico Nikolaj Dolgorukov, realizzò un celebre manifesto di propaganda antiamericana, in cui gli USA venivano visti come una nazione tirannica che nega cinque diritti civili fondamentali: la libertà di stampa, messa a repentaglio dalle menzogne propugnate dal ricchissimo William Randolph Hearst; la libertà di pensiero, negata dallo Smith Act che rendeva illegale il Partito Comunista degli Stati Uniti d'America; la libertà di associazione, distrutta dalle violente repressioni antioperaie attuate da una polizia istigata dai capitalisti; la sicurezza personale, non garantita a causa degli omicidi realizzati dal Ku Klux Klan e infine la libertà di parola, la cui mancanza negli States è raffigurata metaforicamente da un agente che manganella e chiude la bocca alla Statua della Libertà.
La considerazione che Stalin ebbe del suo caricaturista preferito portò quest'ultimo ad essere più volte insignito (nel 1950 e 1951) del Premio Stalin. Anche dopo la morte del dittatore Efimov continuò la sua attività per vari decenni ottenendo plurimi riconoscimenti; fino al 1980 fu attivo per la Pravda e un anno prima della morte fu nominato primo artista dell'Izvestija.
Morì il 1º ottobre 2008, poco prima di compiere 108 anni.